# Caladenia clavula
Caladenia clavula är en orkidéart som beskrevs av David Lloyd Jones. Caladenia clavula ingår i släktet Caladenia och familjen orkidéer.
Artens utbredningsområde är Sydaustralien. Inga underarter finns listade i Catalogue of Life.